# راکه، استونی
راکه (به لاتین: Rakke) یک منطقهٔ مسکونی در استونی است که در دهستان وایکه-ماریا واقع شده‌است. راکه ۱٬۰۱۵ نفر جمعیت دارد.